# Xã Pleasant, Quận Cass, Bắc Dakota
Xã Pleasant (tiếng Anh: Pleasant Township) là một xã thuộc quận Cass, tiểu bang Bắc Dakota, Hoa Kỳ. Năm 2010, dân số của xã này là 468 người.